# Porc abattu
Porc abattu (Geschlachtetes Schwein) est un dessin du peintre allemand Lovis Corinth réalisé en 1906. 
Aujourd'hui il est exposé au Museum of Modern Art à New York (donation de M. et Mme Walter Bareiss).

## Description
Le dessin représente un porc mort étendu sur un banc de bois. Le cochon est présenté de façon très réaliste, dans un clair-obscur accentuant le relief, la forme massive de l'animal étant éclairée par des touches de jaune tandis que d'autres parties disparaissent dans l'ombre.
Le dessin a été réalisé en 1906, vraisemblablement le 2 août en même temps que d'autres pastels dans une boucherie de Hohenlychen (Brandebourg), où Lovis Corinth séjournait alors avec Charlotte Berend-Corinth.
Corinth était connu pour ses représentations de scènes d'abattoir et de boucherie réalisées au début de sa carrière de 1892 à 1921. En cela, il est revenu sur un sujet autrefois traité par Rembrandt, qui a peint deux tableaux de bœufs abattus.

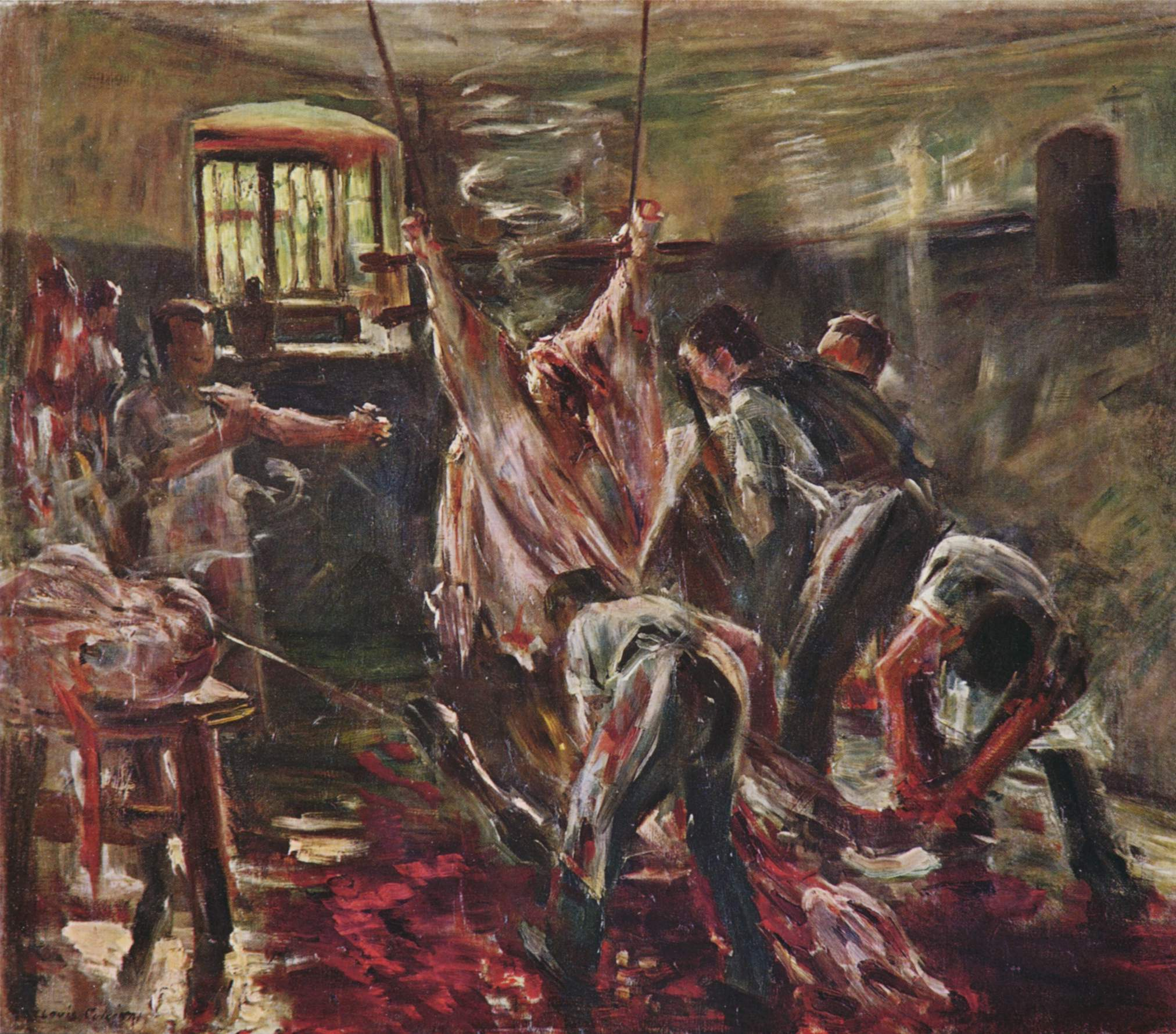
À l'abattoir, 1893
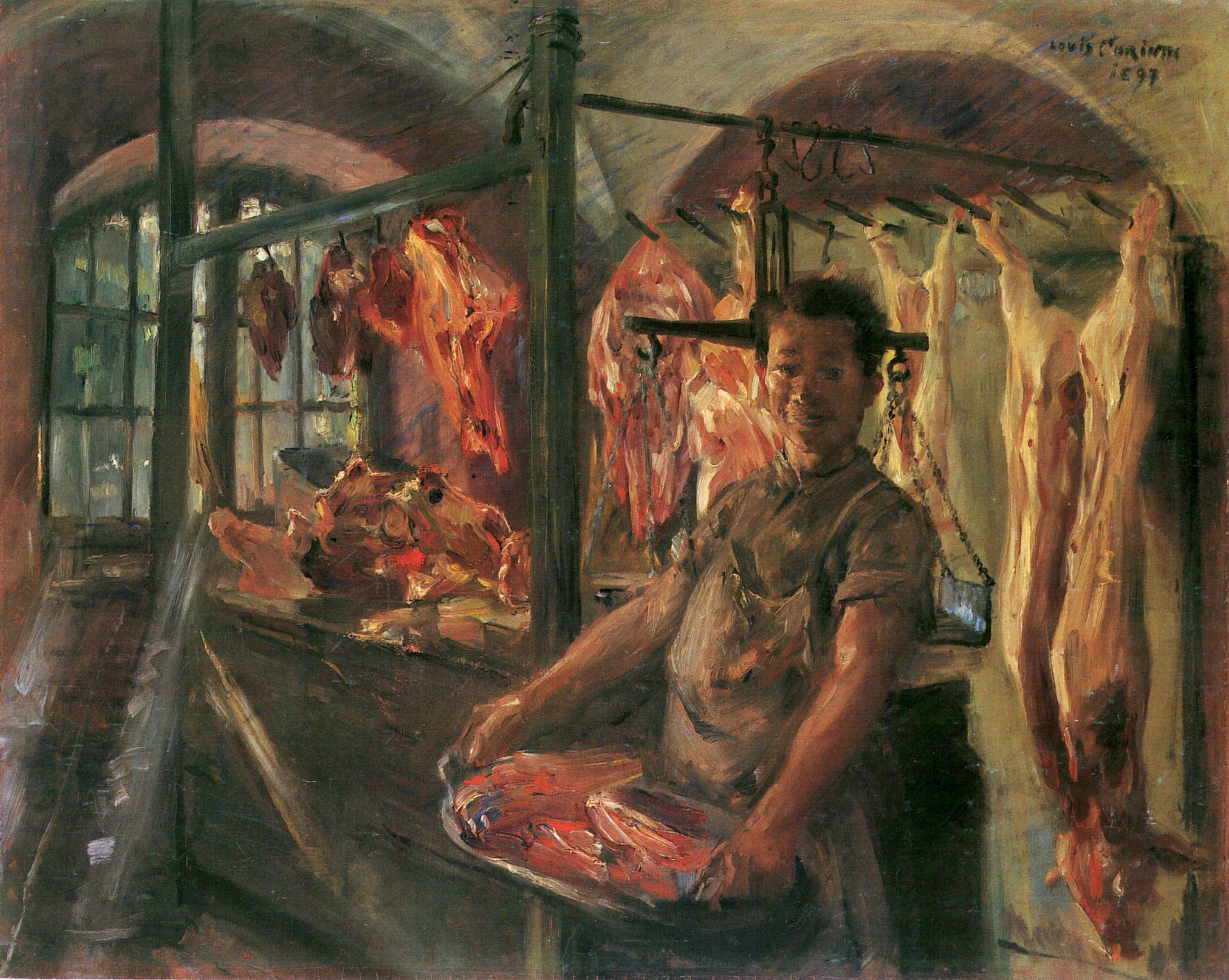
Boucherie à Schäftlam an der Isar, 1897
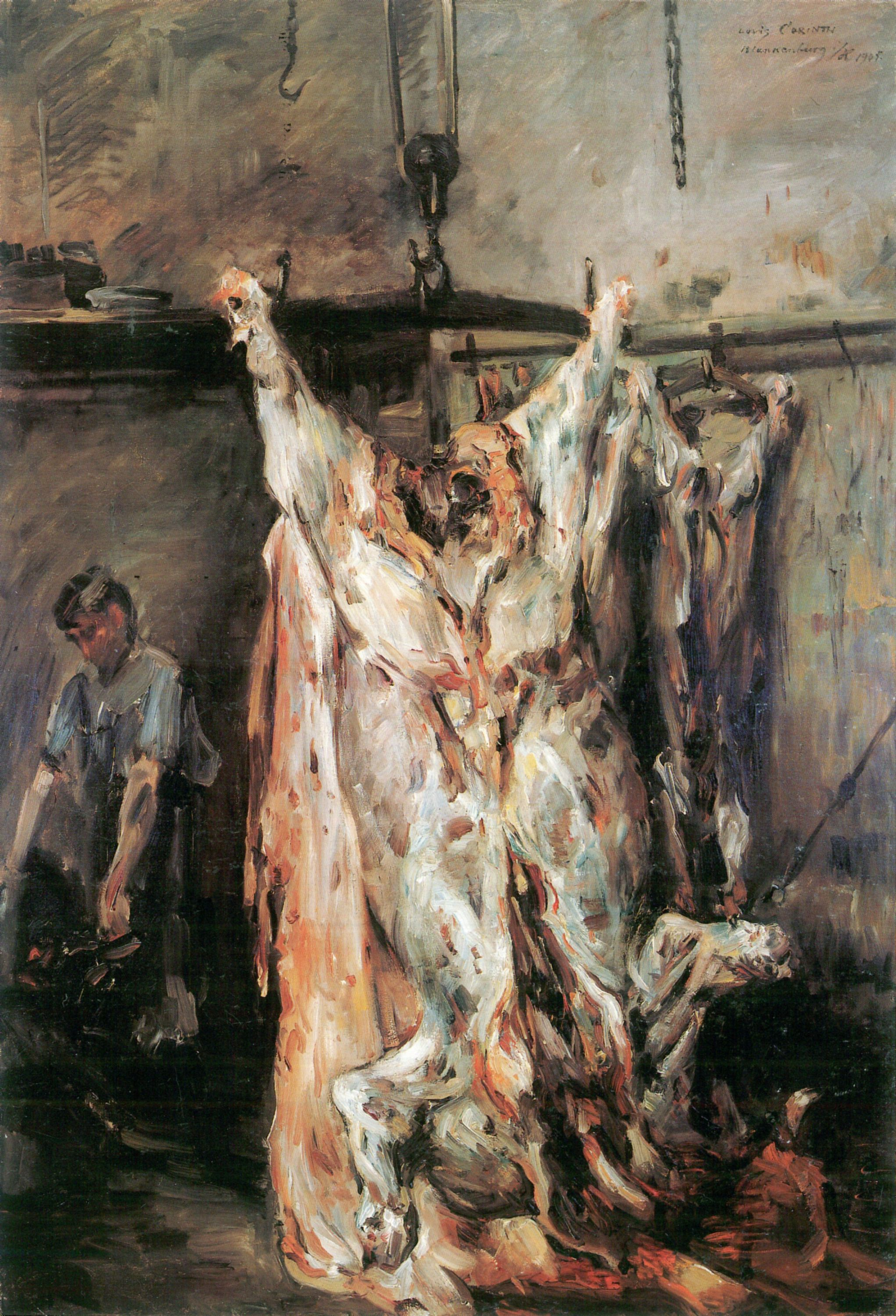
Bœuf abattu, 1905
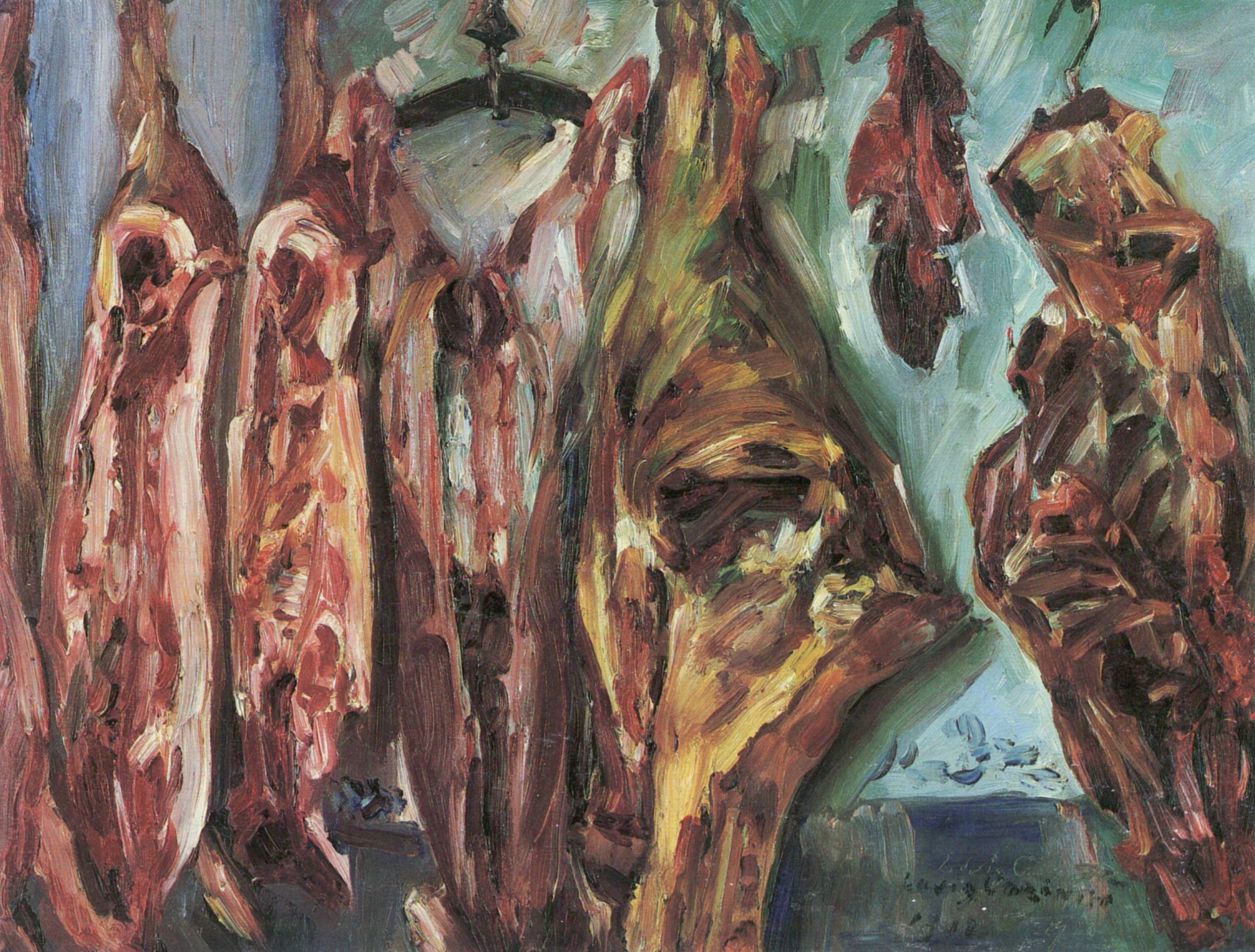
Boucherie, 1913

## Source de la traduction
- (de) Cet article est partiellement ou en totalité issu de l’article de Wikipédia en allemand intitulé « Geschlachtetes Schwein » (voir la liste des auteurs).